# شريف عبد العظيم
شريف عبد العظيم (1964 -) مؤسس ورئيس مجلس إدارة جمعية رسالة، يشغل منصب أستاذ في الجامعة الأمريكية بالقاهرة.
تخرج دكتور شريف عبد العظيم من كلية الهندسة، جامعة القاهرة قسم الاتصالات في عام 1986، وتم تعيينه معيداً بنفس الكلية والقسم في نفس العام وحصل على درجة الماجستير عام 1993 ثم سافر إلى كندا، وحصل على شهادة الدكتوراه من جامعة كوينز بكندا في عام 1995. ثم عاد إلى مصر ليقوم بتدريس الهندسة في جامعة القاهرة، ثم بالتدريس في الجامعة الأمريكية بالقاهرة منذ سبتمبر 2004.
وقام بتدريس العديد من المواد والتدريبات في هذا المجال للطلاب الجامعيين وكذلك لطلاب الدراسات العليا.
وقد قام بتطوير منهج متعلق بأخلاقيات الهندسة لطلبة المرحلة الجامعية، وكان من نتاج المناقاشات مع الطلاب خلال هذه الكورسات تأسيس أسرة طلابية في عام 1999 تحت اسم «رسالة» والتي هدفت إلى العمل على نشر الإيجابية والأخلاقيات بين الشباب، ثم تحولت «رسالة» في عام 2000 من أسرة طلابية إلى جمعية أهلية غير حكومية، والتي أخذت في النمو خلال الأعوام التالية لتصبح أكبر جمعية أهلية غير حكومية قائمة على جهود المتطوعين في العالم العربي، حيث ضمت في عضويتها ما يزيد على 100 ألف متطوع عملوا لعدة ملايين من الساعات التطوعية خلال عام 2011 فقط.

## حياته العملية
تم اختيار د.شريف عبد العظيم ضمن الأعضاء الأساسيين في الجمعية التأسيسية الأولى لكتابة دستور مصر «والتي تم حلّها بحكم قضائي».

### شهادات علمية
نال شريف عبد العظيم الشهادات العلمية التالية:
- 1986 : حصل على بكالوريوس هندسة الاتصالات من جامعة القاهرة.
- 1993: حصل على الماجستير في هندسة الاتصالات من جامعة القاهرة.
- 1995: حصل على شهادة الدكتوراه في الهندسة من جامعة كوين بكندا.

### جوائز
حصل شريف عبد العظيم على العديد من الجوائز والتكريم واهمها:
- 2011: حصد المركز الثاني في المؤتمر الدولي الحادي عشر لتحليل الوثائق والتعرف عليها ببكين في الصين - مسابقة أنظمة التعرف على الكتابة اليدوية باللغة العربية [2]
- 2013: نوط الامتياز من رئاسة الجمهورية [3]

### مؤلفاته
من أشهر مؤلفاته كتاب «المرأة في الإسلام والمرأة في العقيدة اليهودية والمسيحية بين الأسطورة والحقيقة» الذي تم ترجمته إلى أكثر من 25 لغة عالمية 

### مقالاته
| المقالة في    | تصدر في      |
| ------------- | ------------ |
| جريدة الأهرام | الوطن العربي |
| مجلة كل الناس | مصر          |
| مجلة بص وطل   | الإنترنت     |

## جمعية رسالة للأعمال الخيرية
في عام 1999 بدأت رسالة كحركة طلابية في كلية الهندسة جامعة القاهرة وذلك رغبة من الطلاب في تطوير مجتمعهم والتوجه نحو الإيجابية، من خلال حوار د.شريف مع طلبة الفرقة الثانیة بقسم الاتصالات في إطار دراستھم لمقررالسلوكیات والذي اختير أن یكون موضوعه أخلاقیات المھنة والتيتشتمل الحدیث عن أخلاقیات المھندس وواجبه تجاه مھنته وزملائه ومجتمعه بصفة عامة؛ وھو ما أدى إلى حماس الطلاب لضرورة المبادرة بعمل شيء حقیقي،
وبالفعل في صیف نفس العام كونوا أسرة لنشاط طلابي تسعى لحل مشكلات المجتمع وزیارة دور أیتام ودور مسنین وأطفال معھد الأورام بالإضافة إلى النشاط الداخلي كإصدار جریدة رسالة داخلكلیة الھندسة والتي تعمل على نشر الوعي بالعمل التطوعي داخل الكلیة والإعلان عن أعمال الأسرة، وتنظیم حملات تبرع بالدم ومعارض خیریة وحملات تجمیل وتنظیف للكلیة، بالإضافة إلى توجيه طلبة قسم الاتصالات بالكلیة لخدمة زملائھم من الطلبة عن طریق تنظیم دورات كمبیوتر في جمیع المجالات بأسعار رمزیة.
جاءت نقطة التحول في تاریخ رسالة عام 2000 عندما تبرع شخص بقطعة أرض في منطقة فيصل واستطاع الشباب المتطوع توفير التمويل اللازم بمجهوداتهم الشخصية وتم إشهار الجمعية برقم 444 وتم إنشاء أول فرع من فروع رسالة (فرع فيصل).
عام 2003 بدأت جمعية رسالة في افتتاح فروع أخرى (المهندسين - المعادي - مصر الجديدة - 6 أكتوبر- مدينة نصر - حلوان - المقطم - الإسكندرية - الزقازيق - المنوفية - .... إلخ.
ثم نشأت رسالة بالإسكندریة عام 2004، وھكذا على التوالي كانت رسالة المنوفیة ورسالة الزقازیق ورسالة، أما 2005 فقد حمل بین طياتها رسالة الفیوم ورسالة المنصورة ورسالة 6 أكتوبر، ورسالة مصر الجدیدة، ورسالة القناطر..و غيرها وتوالى إنشاء الفروع التي تنتشر على مستوى الجمهورية والمتمثلة في أكثر من 60 فرعاً يمارس من خلال هذه الأفرع ما لا يقل عن 24 نشاطاً خيرياً يعمل به آلاف المتطوعين من الشباب والفتيات والأطفال والكبار.
إلى جانب انتشار أسر رسالة بمختلف كليات الجامعات والمعاهد حيث بلغ عددهم أكثر من 50 أسرة طلابية تقوم بمختلف الأنشطة الخيرية.

## أزمات

### مشكلة منعه من السفر
في 9 نوفمبر 2012 وأثناء ذهابه لإلقاء محاضرة في جامعة هارفارد الأمريكية تفاجأ بقرارا من النائب العام صادر بمنعه من السفر بتاريخ 2011/2/14 بعد ثورة 25 يناير مباشرة واتضح قيام أحد الأشخاص قبل ثورة يناير، بتقديم شكوى ضد جمعية رسالة إلى نيابة الأموال العامة، فقامت النيابة وبدون إخطار الدكتور شريف بإدراج اسمه في قوائم الممنوعين من السفر، كإجراء احترازي في الفترة التي تلت الثورة مباشرة.
وبعد تحقيق النيابة في موضوع الشكوى، اتضح لها أن هذه الشكوى لا أساس لها من الصحة، فقامت بحفظ التحقيق، ولكنها لم ترفع اسم الدكتور شريف من قوائم الممنوعين من السفر.
وقدّم النائب العام وقتها اعتذارا رسمياً للدكتور شريف عبد العظيم، عن الخطأ الإداري في إدراج اسمه ضمن قائمة الممنوعين من السفر، وعلى منعه من السفر.

### إشاعات بالانتماء السياسي أو الديني
بعد ثورة 25 يناير تعرضت الجمعية لإشاعة بانتمائها للفلول وأنها من النظام السابق، وخلال عام 2013 تداول المصريين وبعض وسائل الإعلام إشاعات بانتماء جمعية رسالة لجماعة الإخوان المسلمين وأنها تدعم الإرهاب بأموال المتبرعين.
وهو ما تم نفيه على لسان شريف عبد العظيم في كل وسائل الإعلام والتأكيد على أن جمعية رسالة منذ نشأتها عام 1999 وثقافتها هي نشر فكر التطوع دون التحيز لتيار سياسي أو حزبي وهو ما أوصلها لأن تكون من أكبر الجمعيات الأهلية في مصر والشرق الأوسط.
وتقدمت الجمعية بطلب رسمي لـ وزارة التضامن الاجتماعي (مصر) بالتفتيش على جميع أنشطة وأموال الجمعية وأكّدت الوزارة سلامة رسالة من أي مخالفات.

## وصلات خارجية
- الموقع الرسمي لجمعية رسالة للأعمال الخيرية
- قناة جمعية رسالة على اليوتيوب
- صفحة الجمعية على الفيسبوك